# Saint-Sauveur-de-Flée
Saint-Sauveur-de-Flée är en kommun i departementet Maine-et-Loire i regionen Pays de la Loire i nordvästra Frankrike. Kommunen ligger i kantonen Segré som tillhör arrondissementet Segré. År 2018 hade Saint-Sauveur-de-Flée 310 invånare.

## Befolkningsutveckling
Antalet invånare i kommunen Saint-Sauveur-de-Flée
| Referens: INSEE |